# Heroicómica
Las obras heroicómicas (en inglés mock-heroic, mock-epic o heroi-comic) son típicamente sátiras o parodias que se burlan de los estereotipos clásicos comunes sobre los héroes y literatura heroica. Por lo general, las obras heroicómicas ponen a un tonto en el papel de héroe o exageran las cualidades heroicas a un punto tal que se vuelven absurdas.

## Historia
Históricamente, el estilo heroicómico fue popular en la Italia del siglo XVII, y en los períodos post-restauración y augusto en Gran Bretaña.
El ejemplo más antiguo de la forma es la Batracomiomaquia que los romanos atribuían a Homero y que parodia su obra, pero que es considerada por la mayoría de estudiosos modernos como la obra de un poeta anónimo de la época de Alejandro Magno.
Un supuesto de larga data sobre el origen del género heroicómico en el siglo XVII es que la épica y los géneros pastorales se habían usado del todo y agotado, y por ello fueron retomados en forma de parodia. En el siglo XVII el género épico estaba siendo fuertemente criticado, pues se creía que expresaba los valores tradicionales de la sociedad feudal.
Entre los nuevos géneros, más cercanos a la sensibilidad moderna y proponiendo nuevos ideales, la literatura satírica fue particularmente efectiva a la hora de criticar los viejos hábitos y valores. Además de las novelas picarescas españolas y la novela burlesque francesa, floreció en Italia el poema eroicomico. En este país, aquellos que aún escribían poemas épicos, siguiendo las reglas trazadas por Torquato Tasso en su obra Discorsi del poema eroico (Discursos sobre el poema heroico) y puestas en práctica en su obra maestra, la Jerusalén liberada, eran vistos como anticuados. El nuevo poema heroicómico aceptaba la misma métrica, vocabulario y retórica de las epopeyas. Sin embargo, el nuevo género ponía de cabeza la vieja epopeya en términos de significado, ambientando las historias en situaciones más familiares, para ridiculizar las epopeyas tradicionales. En este contexto se creó la parodia del género épico.
Lo scherno degli dèi (La burla de los dioses) de Francesco Bracciolini, impreso en 1618 es considerado a menudo como el primer poema eroicomico italiano.

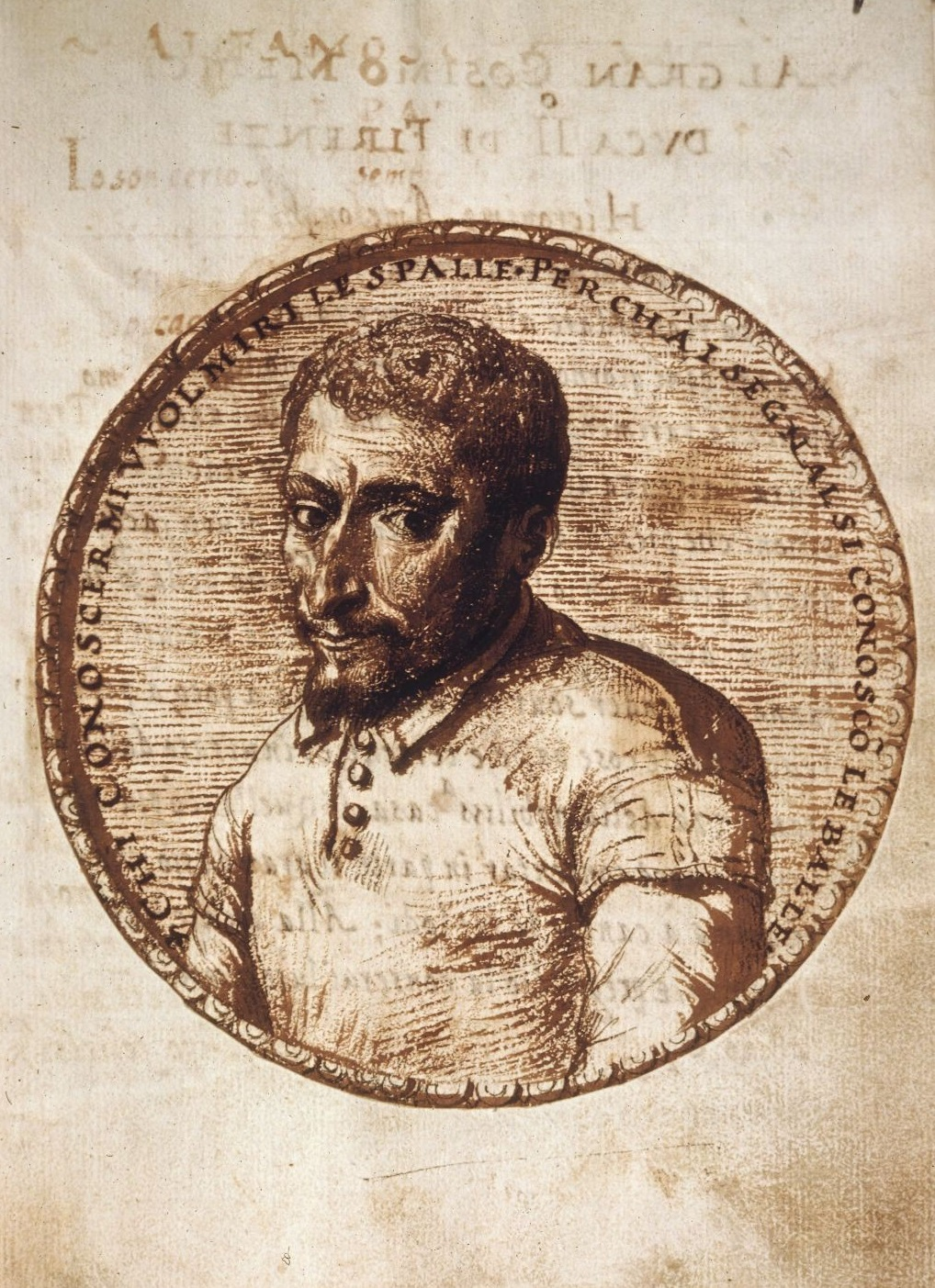
Girolamo Amelonghi, 1547

Sin embargo, el ejemplo más conocido de esta forma es La secchia rapita (La cubeta robada) de Alessandro Tassoni (1622).Otros poemas heroicómicos italianos fueron La Gigantea de Girolamo Amelonghi (1566), Viaggio di Colonia (Viaje a Colonia) de Antonio Abbondanti (1625), L'asino (El asno) de Carlo de 'Dottori (1652), La Troja rapita de Loreto Vittori (1662), Il malmantile racquistato de Lorenzo Lippi (1688) y La presa di San Miniato de Ippolito Neri (1764).
También se escribieron poemas heroicómicos en dialectos italianos. Por ejemplo, en dialecto napolitano, la obra más conocida del género fue La Vaiasseide de Giulio Cesare Cortese (1612). En romanesco Giovanni Camillo Peresio escribió Il maggio romanesco (1688), Giuseppe Berneri publicó Meo Patacca en 1695 y, finalmente, Benedetto Micheli imprimió La libbertà romana aquistata e defesa en 1765.
Tras la traducción de Don Quijote, de Miguel de Cervantes, los autores ingleses empezaron a imitar el lenguaje inflado de la poesía y narrativa romances para describir personajes malinformados o comunes. La génesis más probable de la heroicómica, diferenciándola del poema picaresco, burlesque o satírico, es el poema cómico Hudibras (1662-1674), de Samuel Butler. El poema de Butler describe a un caballero puritano durante el interregno inglés, en un lenguaje que imita el romance y la epopeya. Después de Butler, hubo un gran crecimiento de poesía describiendo temas despreciados en el lenguaje elevado de la poesía y el teatro épicos.
Hudibras dio lugar a una particular forma de verso llamada comúnmente "Hudibrástica". La hudibrástica es poesía en coplas de rima cerrada en tetrámetro yámbico, en la que las rimas son a menudo rimas femeninas (término en inglés para referirse a rimas en que sílaba final no lleva acento, en contraste con las rimas masculinas en que la sílaba final lleva acento) o bien conjunciones inesperadas. Por ejemplo, Butler describe la guerra civil inglesa como una época que "Made men fight like mad or drunk (hizo a los hombres luchar como locos o borrachos)/For dame religion as for punk (por la dama religión o por prostitutas)/ Whose honesty all durst swear for (Por cuya honestidad todos se atrevían a jurar)/ Tho' not one knew why or wherefore (Aunque nadie supiera la razón ni el por qué)". Las rimas tensas e inesperadas aumentan el efecto cómico y realzan la parodia. Esta indicación formal de sátira demostró separar una forma de simulacro de heroicómica de las otras. Después de Butler, Jonathan Swift fue el practicante más notorio de la Hudibrástica, ya que usó esta forma en casi toda su poesía.
El poeta laureado John Dryden es responsable en alguna medida del dominio de la heroicómica entre los géneros satíricos en la era posterior de la Restauración. Mientras que las obras mismas de Dryden habrían de ser fuentes más tarde de heroicómicas (específicamente, La conquista de Granada se satiriza en las heroicómicas The Author's Farce y Tom Thumb de Henry Fielding, así como en The Rehearsal), la obra Mac Flecknoe de Dryden es quizás el locus classicus de la forma heroicómica, tal y como se practicaría durante un siglo. En tal poema, Dryden compara indirectamente a Thomas Shadwell con Eneas al usar el lenguaje de la Eneida para describir la coronación de Shadwell en el trono de la Insipidez que antes ocupaba el rey Flecknoe. La parodia de Virgilio satiriza a Shadwell. La prosodia de Dryden es idéntica al verso épico regular: coplas cerradas de pentámetro yámbico. La parodia no es formal, sino meramente contextual e irónica. (Para una excelente descripción general de la historia de la heroicómica en los siglos XVII y XVIII, consúltese "the English Mock-Heroic poem of the 18th Century" de Grazyna Bystydzienska, publicado por la Polish Scientific Publishers, 1982.)
Después de Dryden, la forma siguió floreciendo, y hay innumerables poemas heroicómicos menores entre 1680 y 1780. Hubo además algunos intentos de novela heroicómica. Los poemas heroicómicos posteriores de mayor significación fueron los de Alexander Pope. El rizo robado, de Pope, es un notable ejemplo del estilo heroicómico. De hecho, Pope nunca se desvía de imitar poesía épica como la Ilíada de Homero o la Eneida de Virgilio. La forma general del poema, escrito en cantos, sigue la tradición de las epopeyas, junto con la preliminar “Invocación a la musa”; en este caso, la Musa de Pope es literalmente la persona que lo empujó a escribir el poema, John Caryll: "¡Este verso para Caryll, Musa, es debido!" (verso 3). Las epopeyas siempre incluyen presagios que generalmente son dados por una figura del otro mundo, y Pope parodia esta tradición a través de Ariel la ondina, que ve algún "evento terrible" (verso 109) inminente sobre Belinda. Estas tendencias introductorias épicas dan paso a la parte principal de la historia, que usualmente implican alguna batalla de algún tipo (como en la Ilíada) que sigue el siguiente patrón: vestirse para la batalla (descripción del escudo de Aquiles, preparación para la batalla), sacrificio en el altar / libación a los dioses, algún cambio en la batalla (tal vez involucrando drogas), traición (se dice que el talón de Aquiles es su punto débil), un viaje al inframundo y la batalla final. Todos estos elementos son seguidos elocuentemente por Pope en ese orden en específico: Belinda se prepara para el juego de cartas (que incluye una descripción de su cabello y belleza), el Barón hace un sacrificio por su cabello (el altar construido para el amor y el trato con Clarissa), la batalla “falsa” de cartas cambia a favor del barón, la traición de Clarissa a su supuesta amiga Belinda al pasarle disimuladamente tijeras al barón, y finalmente el tratamiento del juego de cartas como una batalla y la victoria del barón. El dominio de la heroicómica por parte de Pope es claro en cada instancia. Incluso la apoteosis típica que se encuentra en las epopeyas es imitada en El rizo robado, donde "¡las estrellas inscriben el nombre de Belinda!" (verso 150). Pope invoca el mismo estilo heroicómico en The Dunciad, que también emplea el lenguaje de la poesía heroica para describir temas domésticos o triviales. En esta heroicómica, el progreso de la diosa Dulness (insipidez) sobre la faz de la tierra, la llegada de la estupidez y el mal gusto, se tratan de la misma manera que la llegada de la civilización en la Eneida (véase también la metáfora de la translatio studii). Trivia y Beggar's Opera de John Gay fueron simulacros de heroicómicas (esta última en ópera ), y el Londres de Samuel Johnson es una suerte de heroicómica.
Para la época de Pope, sin embargo, la heroicómica estaba dando paso a la parodia narrativa, y autores como Fielding llevaron la novela heroicómica a una novela de parodia más general. El ascenso de la novela trajo un lento final a la era de la heroicómica, que se había originado en la novela de Cervantes. Tras el florecimiento del romanticismo, las heroicómicas como el Don Juan de Byron se volvieron muy poco comunes.
Finalmente, el género heroicómico se extendió a lo largo de Europa, en Francia, en Escocia, en Polonia, en Bohemia y en Rusia. Los poemas heroicómicos más destacados en francés fueron Le Vergile Travesti (El Virgilio disfrazado) de Paul Scarron (1648–52) y La doncella de Orleans de Voltaire (1730). En latín macarrónico adornado con expresiones gaélicas escocesas, William Drummond de Hawthornden escribió el Polemo-Middinia inter Vitarvam et Nebernam en 1684. El principal autor de poemas heroicómicos en polaco fue Ignacy Krasicki, quien escribió Myszeida (La ratoneida) en 1775 y Monacomachia (La guerra de los monjes) en 1778. En ese mismo idioma, Tomasz Kajetan Węgierski publicó Organy entre 1775 y 1777. El poeta bohemio Šebestiàn Hnĕvkovský en 1805 imprimió dos poemas heroicómicos: Dĕvin en checo y Der böhmische Mägderkrieg en alemán. En 1791, el poeta ruso N.P. Osipov publicó Eneida transformada (en ruso: Вирги́лиева Энеи́да, вы́вороченная наизна́нку). El poema heroicómico Eneyida (en ucraniano: Енеїда) de Iván Kotliarevsky, escrito en 1798, se considera la primera obra literaria publicada íntegramente en el idioma ucraniano moderno .